# 火车站开发区
火车站开发区，全称湖北黄州火车站经济开发区，是中华人民共和国湖北省黄冈市黄州区下辖的一个类似乡级单位。

## 沿革
1994年8月，黄冈地区机构编制委员会批准设立黄州火车站经济开发区。1995年批准的开发区总体规划，以黄州站为中心、聚扬大道为轴线。1996年11月，湖北省开发区管理办公室将其列为省管开发区，规划开发面积7.1平方千米。1997年6月，中共黄冈市委、黄冈市人民政府批准，开发区从陈策楼镇分离出来，6月18日正式挂牌。2004年8月，中华人民共和国国土资源部、湖北省人民政府审核批准开发面积4平方千米。2006年3月，湖北省人民政府批准其为省级开发区。同年4月17日，更名为湖北黄州火车站经济开发区。

## 行政区划
火车站开发区下辖以下行政区划单位：
单堑家村、舵塘村、石头坳村和杨因岭村。

## 图库

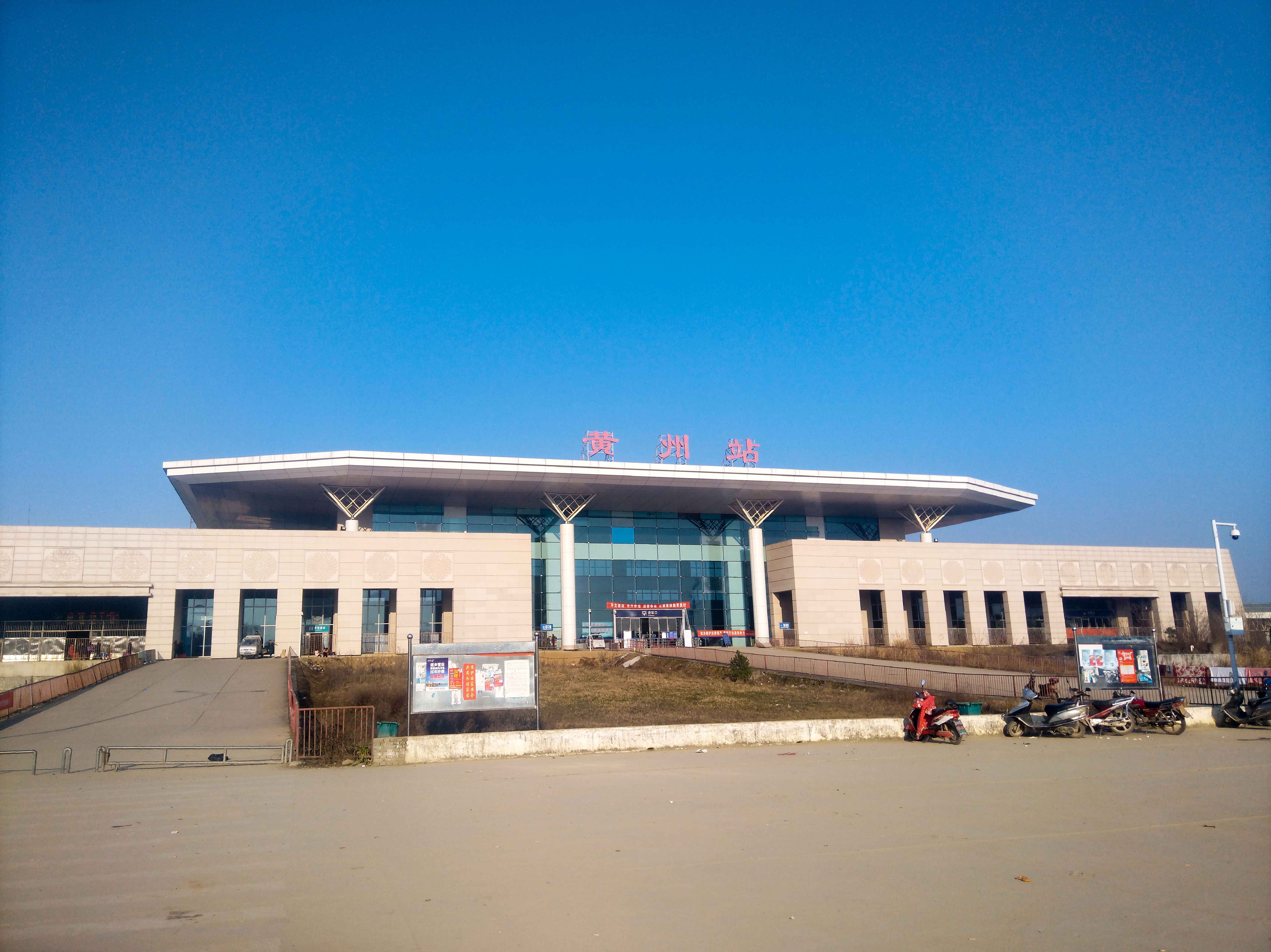
京九铁路黄州站
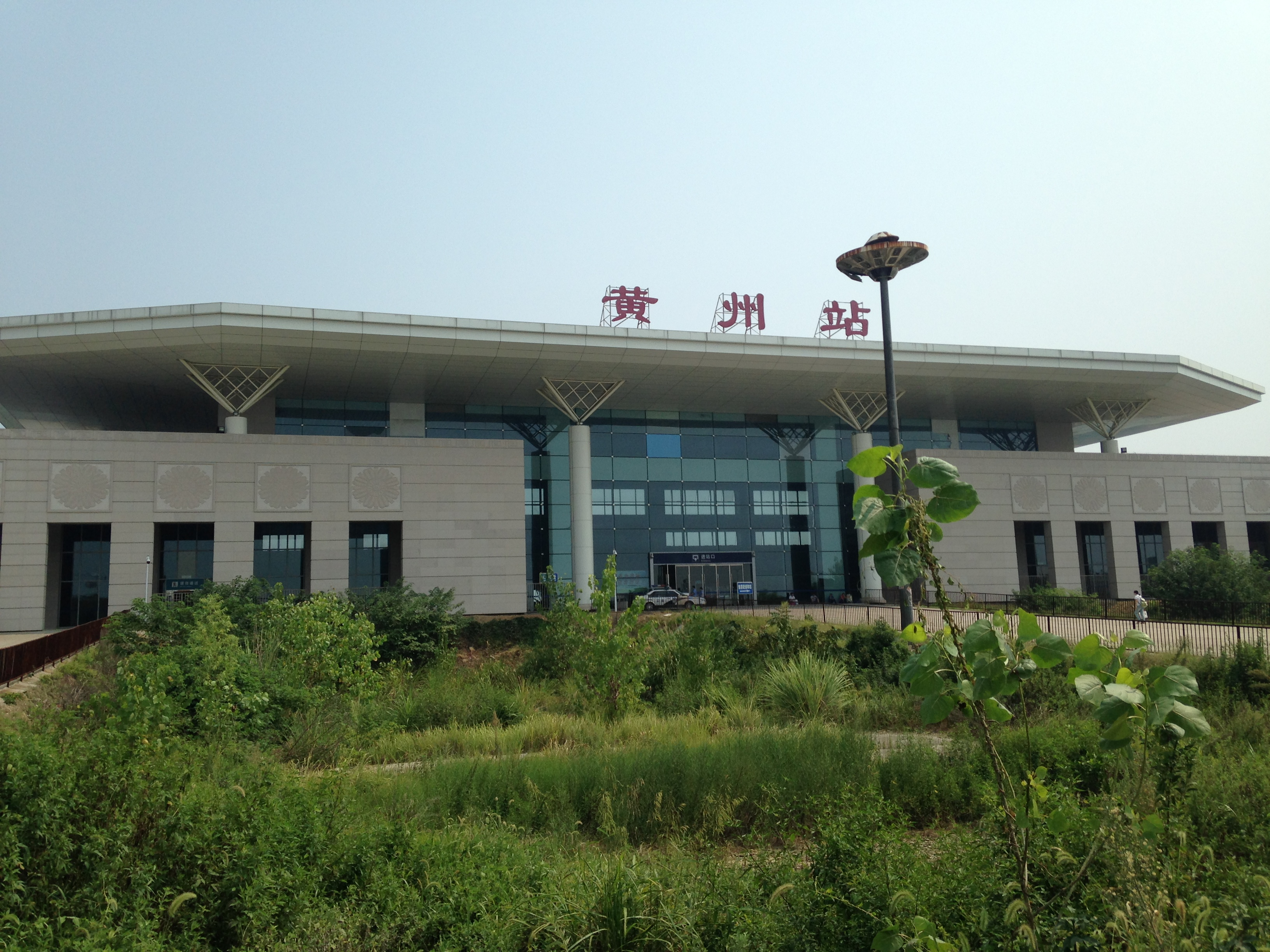
京九铁路黄州站
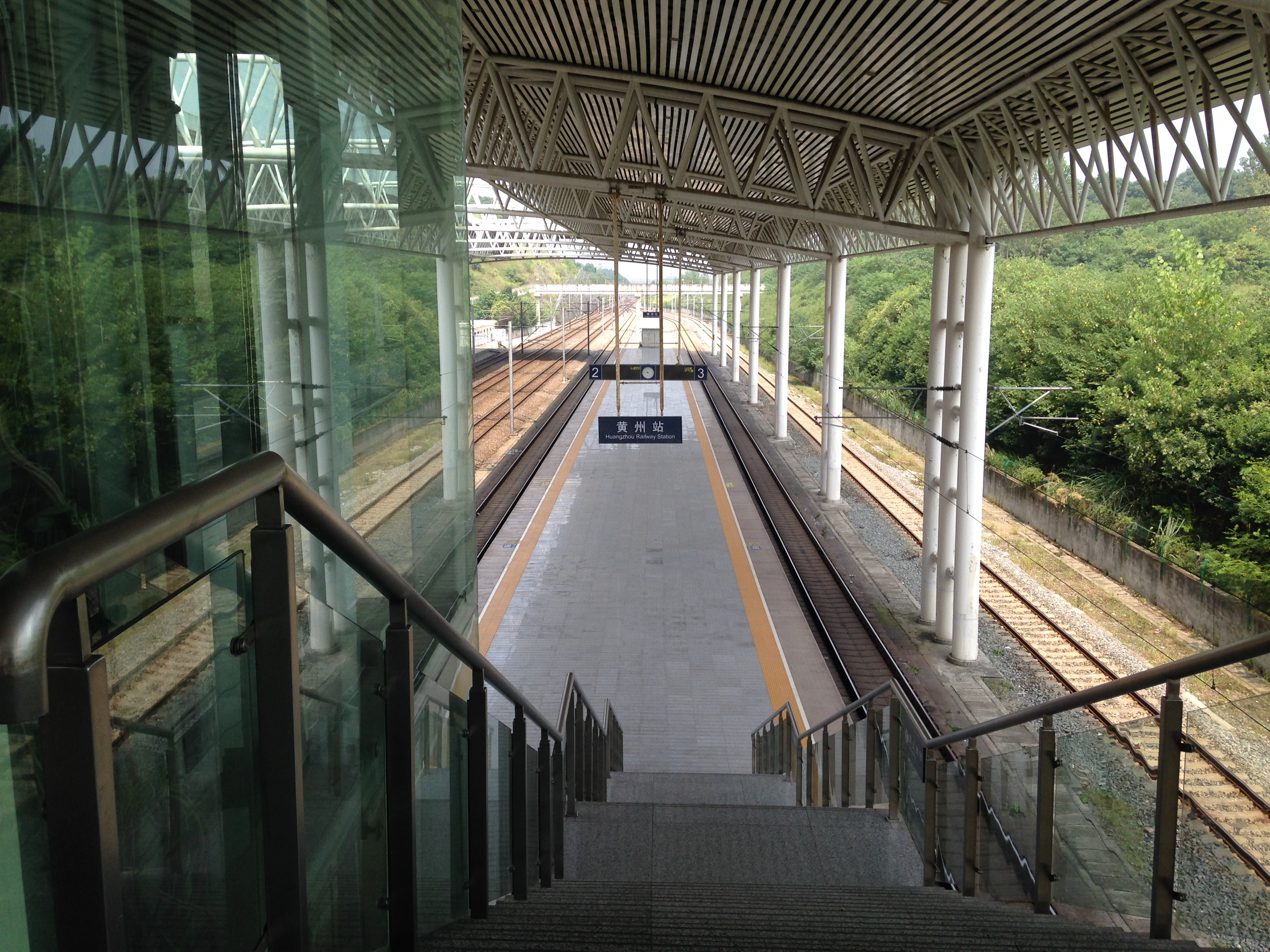
黄州站
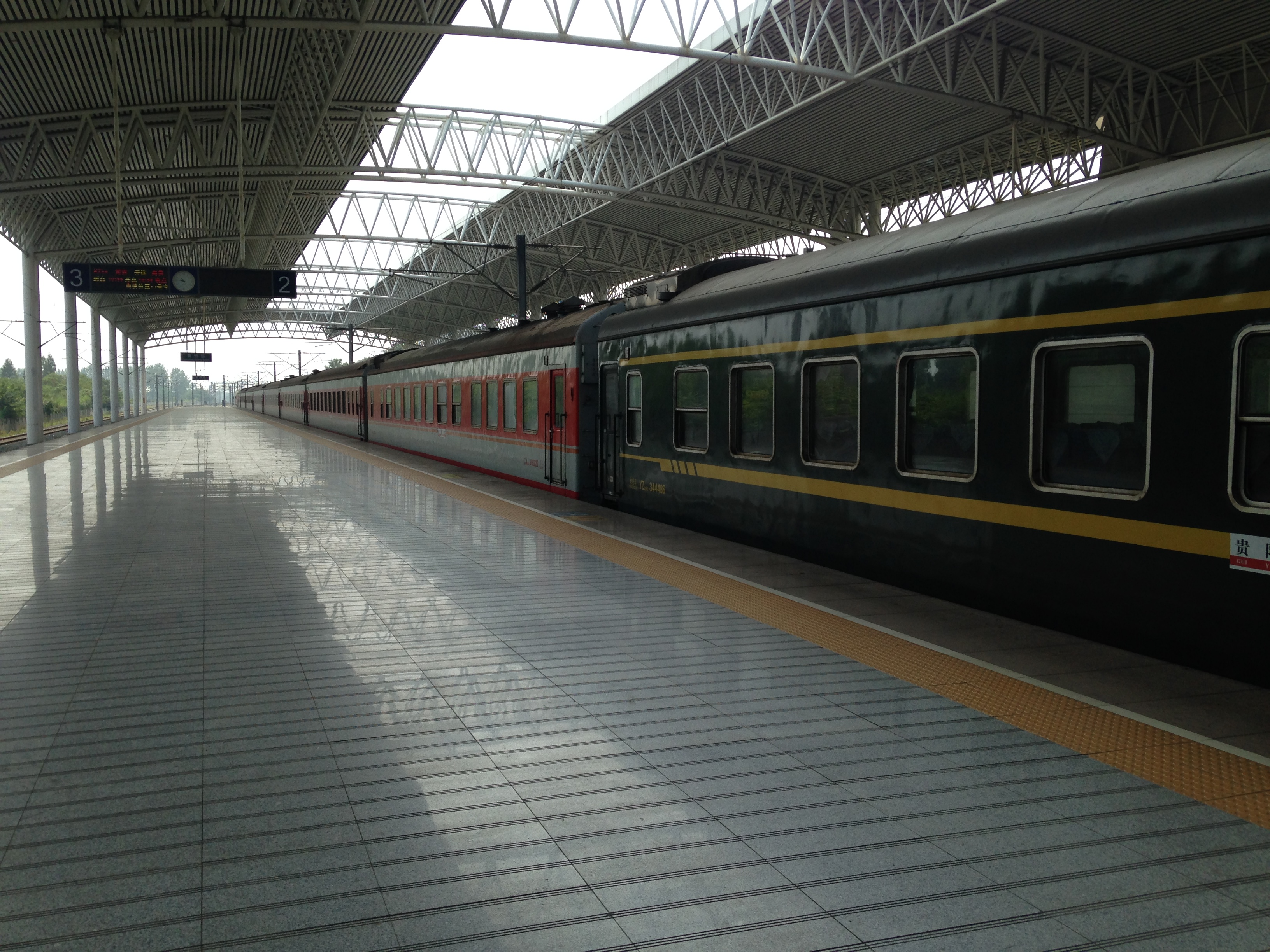
黄州站站台